# Уненкер
Уненкер — село в Шилкинском районе Забайкальского края России в составе  городского поселения «Первомайское».

## География
Находится в западной части района на расстоянии примерно 34 километров (по прямой)  на запад от города Шилка.

## Климат
Климат резко континентальный с длительной недостаточно снежной зимой и более коротким, теплым, неравномерно увлажненным летом. Зима длится от начала октября до конца марта – начала апреля. Средняя температура воздуха в январе колеблется от -25°С до -29°С. Зима малоснежная. Мощность снежного покрова колеблется от 10-15 см (на пониженных местах) до 20 см (в горах). Лето короткое (от 100 до 115 дней), начинается в конце мая и продолжается до начала сентября. Во второй половине лета выпадает основное количество осадков теплого периода (до 60-80% от годовой суммы), а на реках образуются паводки, иногда переходящие в наводнения. Средние температуры июля составляют +18°С, +20°С, а их максимум может достигать +40°С. Переходные сезоны года короткие (от 35 до 40 дней), при этом для весны характерна ветреная погода.
Часовой пояс
Село Уненкер находится в часовой зоне МСК+6. Смещение применяемого времени относительно UTC составляет +9:00.

## История
Официальный год основания села 1803. Основано переселенцами из центральной России. В 1893 население составляло 777 человек. В советское время работал колхоз "Юбилейный". 

## Население
Постоянное население составляло 244 человек в 2002 году (русские 98%), 170 человек в 2010 году.

## Инфраструктура
Имеется фельдшерско-акушерский пункт.

## Археология
Местонахождение Уненкер в низовье Ингоды относится к верхнепалеолитической культуре хэнгэрэктэ-сухотино.